# Acacia Johnson
Pour les articles homonymes, voir Johnson.
Acacia Johnson, née le 8 mai 1990 à Anchorage, est une photographe, écrivaine et artiste américaine dont le travail est consacré aux régions polaires et l'exploration des relations humaines avec ces lieux. En 2021, elle est récompensée par la bourse Canon de la femme photojournaliste.

## Biographie

### Jeunesse et études
Acacia Johnson naît à Anchorage, en Alaska, le 8 mai 1990. En 2008, elle étudie en échange à l'école secondaire supérieure de Narvik à Narvik, au nord du cercle polaire arctique, en Norvège. Cette expérience l'encourage à se lancer dans une carrière de photographe, quand elle tombe amoureuse de la lumière magique du cercle polaire. Après quelques années en Norvège, elle étudie la photographie à l'École de design de Rhode Island.

### Carrière de photographe
En 2014, Acacia Johnson reçoit une bourse Fulbright qui lui permet de passer un hiver dans un village inuit sur l'île de Baffin.
Entre 20 et 30 ans, Acacia Johnson travaille comme guide de photographie sur des navires dans l'Arctique et l'Antarctique et participe à de nombreuses expéditions dans les régions polaires - Groenland, Svalbard, l'Arctique canadien et l'Antarctique - donnant fréquemment des conférences sur la photographie, la culture indigène de l'Arctique et les représentations visuelles de ces régions uniques.
Son travail est édité dans de nombreuses publications, notamment dans The New York Times ou le National Geographic, sur la communauté inuite de l'île de Baffin, les algues des neiges et la glace de mer dans les environnements polaires, la faune de la caldeira de l'île Deception en Antarctique ou les ours bruns côtiers de l'Alaska,. Il est conservé dans les collections du musée d'Anchorage et le Smithsonian Museum of American History.

## Expositions
Liste non exhaustive
- « Pilotes de brousse en Alaska », Hôtel Pams, Visa pour l’Image, Perpignan[7]

## Prix et distinctions
- 2014 : Bourse Fulbright
- 2021 : Bourse Canon de la femme photojournaliste[8],[9]